# یونس ایپکچی
یونس ایپکچی (۳ آبان ۱۳۱۹ در تبریز) شیمیدان ایرانی-آلمانی و پروفسور شیمی آلی در دانشگاه گیسن آلمان می‌باشد.

## زندگی‌نامه
یونس ایپکچی در تهران بزرگ شد. بعد از فارغ‌التحصیلی در خرداد ماه سال ۱۳۳۷ از مدرسه رازی تهران، رشته شیمی را در دانشگاه هایدلبرگ در سال‌های ۱۳۳۷ تا ۱۳۴۵ ادامه داد. پایان‌نامه دکترای خود را زمینه شیمی آلی به راهنمایی پروفسور هاینز شتیب با موفقیت به پایان رساند و در سال ۱۹۷۲ به عنوان دستیار تحقیقاتی در آزمایشگاه پروفسور، مشغول به کاردر زمینه شیمی آلی شد.
ایپکچیدوره فوق دکتری خود را در سال‌های ۱۳۵۱–۱۳۵۳ در دانشگاه برکلی در گروه تحقیقاتی پروفسور W. G. Dauben به پایان رساند. در سال ۱۳۵۳ به عنوان استاد شیمی آلی در دانشگاه ماربورگ مشغول به کار شد.
در سال ۱۳۵۴ او به زادگاهش ایران برگشت و به عنوان استاد شیمی آلی دردانشکده شیمی دانشگاه صنعتی آریامهر مشغول به کار شد. در سال ۱۳۵۷ او به دانشگاه تازه تأسیس رضا شاه کبیر (در حال حاضر دانشگاه مازندران) نقل مکان کرد و در آنجا به عنوان استاد شیمی شروع به کار کرد. از سال۱۳۵۹ تا زمان بازنشستگی در سال ۱۳۸۴، او استاد شیمی در دانشگاه گیسن بود و در این بین درسال‌های ۱۳۷۱–۱۳۷۴ به عنوان رئیس دانشکده شیمی در دانشگاه گیسن فعالیت داشت. همچنین در این مدت به عنوان پروفسور میهمان در دانشگاه‌های مختلف ایران و در سال ۱۳۸۰ به مؤسسه ملی علوم و فناوری صنعتی پیشرفته، تسوکوبای ژاپن دعوت شد. در سال ۱۳۷۸ موفق به دریافت جایزه خوارزمی در ایران شد.

## تحقیقات علمی
پروفسور ایپکچی به خاطر فعالیت‌های علمی گسترده‌ای که در زمینه شیمی لیتیم پرکلرات و استفاده از لیتیم پرکلرات ۵ مولار به عنوان محیط واکنش انجام داد و همچنین شیمی آلی فلزی در دنیای شیمی شناخته شده‌است.

## مقالات برگزیده
- J. Ipaktschi, M. R. Saidi: Metal-Mediated Cyclizations of Amines Science of synthesis, 2012, 40.1.1.5.5, Seiten 351-504
- J. Ipaktschi, A. Ziyaei Halimehjani, M. R. Saidi: Investigation of the Reaction of Allyl(cyclopentadienyl)iron(II) Dicarbonyl with Iminium Salts: Synthesis of Ammonium Salty of Substituted Five-Membered-Ring Iron Complrxes, Organometallics, 2007, 26, Seiten 201-203.
- J. Ipaktschi, S. Uhlig, and A. Dülmer: η2-Alkynyl and Vinylidene Transition Metal Complexes. Hydroamination of Neutral Tungsten-Vinylidene Complexes, Organometallics 2001, 20, Seiten 4840-۴۸۷۶.
- J. Ipaktschi, R. Hosseinzadeh, P. Schlaf, E. Dreiseidler und R. Goddard, Selbstorganisation von Molekülen über kovalente Bindungen: Selektive Tetramerisierung eines p-Chinodimethans, Helv. Chim. Acta 1998, 81, Seiten 1821-1834.